# Achatodes sandix
Achatodes sandix är en fjärilsart som beskrevs av Achille Guenée 1852. Achatodes sandix ingår i släktet Achatodes och familjen nattflyn. Inga underarter finns listade i Catalogue of Life.